# 1841 en Lorraine
Chronologie de la Lorraine
- 1837
- 1838
- 1839
- 1840
- 1841
- 1842
- 1843
- 1844
- 1845

Cette page est une liste d'événements qui se sont produits durant l'année 1841 en Lorraine.

## Événements

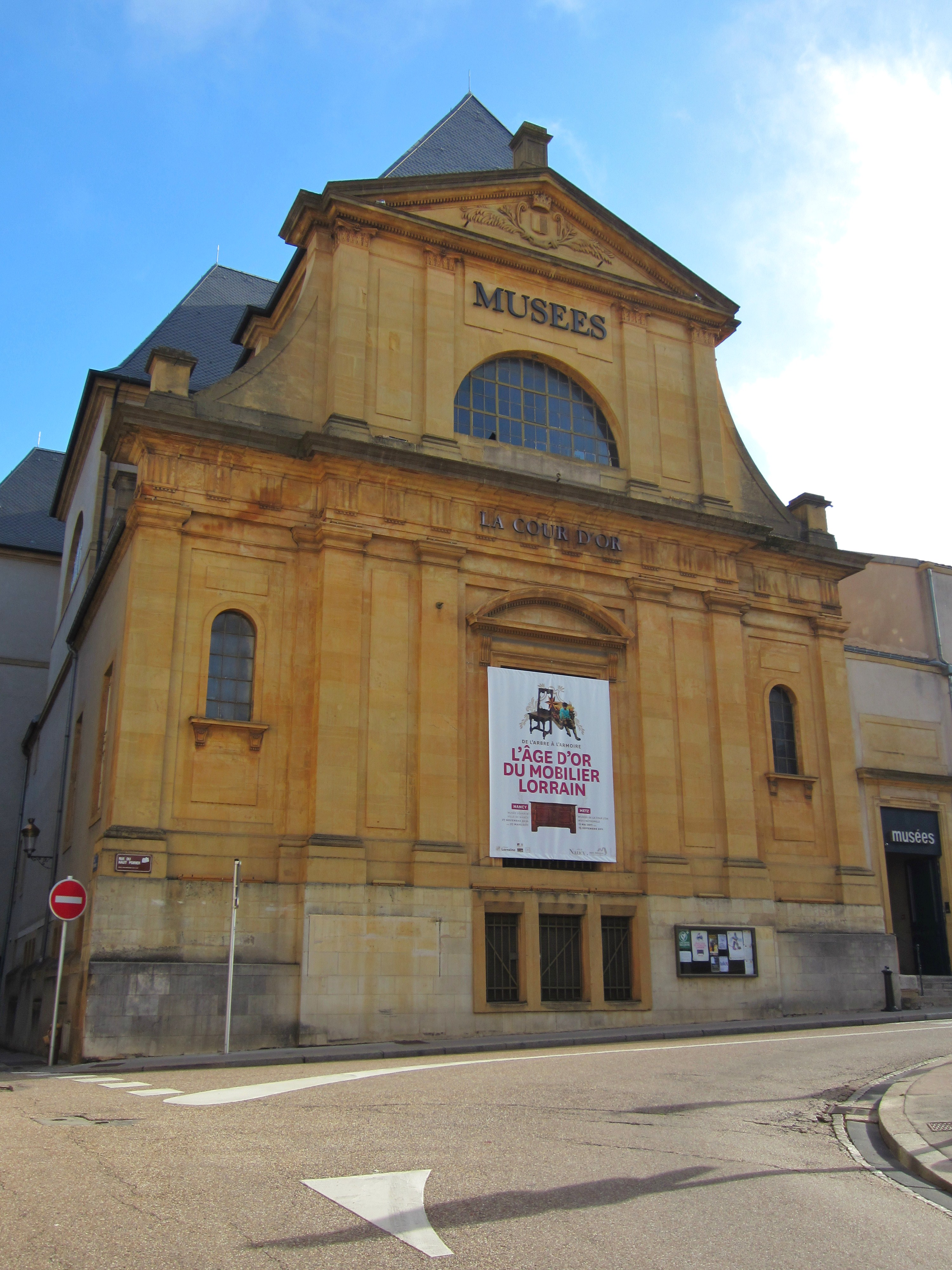
Musée de la Cour d'Or

- Le Musée de la Cour d'Or est étendu par l'adjonction de deux nouvelles salles destinées à l'exposition d'une collection d'histoire naturelle[1].
- Début de la construction de la caserne Ney à Metz[2].
- Installation d'une communauté de cisterciennes à Ubexy[3].

### Presse écrite
- Création de L'Omnibus, gazette des faits politiques et commerciaux : feuille d'annonces et grandes affiches de la Meurthe et des Vosges[4]; et de Feuille d'annonces et petites affiches de la Meurthe - commerce, industrie, agriculture, propriété, économie domestique" qui deviendra ensuite "journal des insertions légales pour le département" puis "journal des insertions légales pour les arrondissements de Nancy, Sarrebourg, Toul et Vic"[5]; à Nancy.
- Fin de la parution de Affiches, annonces et avis divers de la ville et de l'arrondissement de Thionville[6]; ainsi que de Affiches et annonces judiciaires de la ville de Sarreguemines[7].

## Naissances
- 4 mars à Futeau : Auguste-Arthur Géraudel, mort le 4 août 1906 à Sainte-Menehould[8], pharmacien français, à l'origine des pastilles Géraudel.
- 18 mars à Metz : Félix Alcan, mort à Paris le 18 février 1925, est un éditeur français. Il est le fondateur des Éditions F. Alcan spécialisées dans les sciences et la philosophie.
- 9 juin à Vittel : Émile Thomas, décédé à Dammartin-sur-Tigeaux le 15 juillet 1907, graveur français.
- 28 juin à Mirecourt : François Alexandre Alfred Gérardin dit Alfred Gérardin (1841-1905) , peintre, graveur et illustrateur français, ancien officier du corps des chasseurs forestiers.
- 21 août à Nancy : Charles André, décédé à Nancy le 28 septembre 1928[9], architecte français.
- 28 août  à Metz : Louis Aimé Augustin Le Prince, disparu mystérieusement le 16 septembre 1890, chimiste, ingénieur et inventeur français, l'un des pionniers du cinéma.
- 8 décembre à Longeville-en-Barrois (Meuse) : Pierre Deminuid-Moreau, homme politique français né le 23 septembre 1770 au Le Bouchon-sur-Saulx (Meuse).
- 11 décembre à Metz : Alfred Macherez, mort le 1er juillet 1904 à Soissons, homme politique français. Il fut député de l'Aisne de 1889 à 1893 et sénateur de 1894 à 1904. Il épouse, à Tavaux-et-Pontséricourt, le 29 avril 1871, Jeanne Macherez qui s'illustrera durant la Première Guerre mondiale.

## Décès
- 1er mars à Metz : Claude Philippe de Viville (1770-1841), auteur français[10].
- 29 mars à Aulnois-sur-Seille (Moselle) : Antoine Nicolas François Dubois de Riocour est un homme politique français né le 25 octobre 1761 à Nancy (Meurthe-et-Moselle).
- 8 décembre à Longeville-en-Barrois : Pierre Deminuid-Moreau, homme politique français né le 23 septembre 1770 au Le Bouchon-sur-Saulx (Meuse).